# Niels Brock
 For alternative betydninger, se Niels Brock (flertydig). (Se også artikler, som begynder med Niels Brock)
Niels Brock Copenhagen Business College, i daglig tale blot Niels Brock, er en dansk handelsskole beliggende i København.
Skolen har rødder tilbage til 1881, hvor arven fra handelsmanden Niels Brock blev brugt som startskud til handelsskolen Niels Brock, som den kendes i dag. I 1888 blev De Brockske Handelsskoler grundlagt, og i 1991 skiftede skolen navn til Niels Brock Copenhagen Business College.
I dag foregår skolens aktiviteter på seks adresser i og omkring København – blandt andet på Julius Thomsens Plads. Niels Brock tilbyder en bred vifte af uddannelser og kurser, rettet mod handel og erhvervsliv, der spænder fra ungdomsuddannelser til videregående uddannelser samt kurser og konsulentvirksomhed. I 2018 havde skolen 15.000 elever og kursister igennem systemet. Heraf var størstedelen fra kurser og efteruddannelser. 

## Handelsgymnasiet
Handelsgymnasiet er Danmarks største gymnasium, og har adresse på Frederiksberg ved Forum (Handelsgymnasiet JTP og Innovationsgymnasiet), Nørre Voldgade (Handelsgymnasiet Nørre Voldgade) og Linnésgade (Det Internationale Gymnasium). Niels Brocks handelsgymnasier udbyder disse studieretninger (pr. 1/8/2019):
- Handelsgymnasiet JTP:
  - Økonomi
  - Eliteidræt
  - Samfund, økonomi & globale studier
- Innovationsgymnasiet:
  - Projektledelse
  - E-Business & Digitalisering
  - Innovation & startup
- Det Internationale Gymnasium:
  - Business Elite
  - Business & Science Elite
  - Business & Economics Elite
  - International Business Baccalaureate (IBB i daglig tale)
  - Business & International Cultures (BIC I daglig tale)
- Handelsgymnasiet Nørre Voldgade
  - Markedsføring
  - Digital Business

## Erhvervsuddannelser
På erhvervsuddannelserne kan man uddanne sig indenfor handel, kontor og detail. Eleverne er både unge, som kommer lige fra folkeskolen og voksne, som har erhvervserfaring. Uddannelserne kan også læses online. Niels Brocks erhvervsuddannelser holder i dag til på Nørre Voldgade tæt på Nørreport.
Niels Brock udbyder en række online akademiuddannelser.

## Kursusafdelingen
Kursusafdelingen har fokus på ledelse, it, økonomi, sprog, HR, kommunikation, salg og markedsføring. Udover kursusaktiviteter på hjemmebanen i Danmark, afvikles der kursus- og undervisningskoncepter, som sælges i udlandet.

## Niels Brock i udlandet
Niels Brock har siden 1996 udbudt uddannelsesprogrammer i udlandet. Her benyttes ”The Scandinavian Way of Learning”, hvor eleverne bliver opfordret til at engagere sig og tage stilling. Niels Brock udbyder uddannelser i Kina, Vietnam og Kasakhstan.
Niels Brock samarbejder med blandt andre Shanghai Finance University om at udbyde uddannelse i Kina – i 2007 var der i alt 800 kinesiske studerende på Niels Brocks uddannelsesprogrammer i landet. Disse aktiviteter giver samtidig danske Niels Brock studerende mulighed for at tage dele af deres uddannelse i Kina.
Niels Brock blev i 2013 institutionsakkrediteret af ACICS (Accrediting Council for Independent Colleges and Schools). ACICS blev grundlagt i 1912 og er den største nationale akkrediteringsinstitution i USA.
Ligeledes har Niels Brock fået ACICS-akkreditering af to Bachelor-grader, BSc in Business Administration, Concentration Finance og BSc in Business Administration, Concentration Marketing. Niels Brock kan således udstede Bachelor-eksamensbeviser baseret på en amerikansk akkreditering, som er anerkendt verden over.
Endelig har Niels Brock fået ACICS’ godkendelse til at udbyde uddannelserne såvel online som på en campus i udlandet

## EUS
EUS (Erhvervsuddannelse for Studenter) på Niels Brock er en 10-ugers erhvervsuddannelse, der giver mulighed for, at folk med en studentereksamen kan gøre sig klar til at en elevplads eller praktikplads inden for kontor, butik, handel eller event. Fordi de allerede har en studentereksamen behøves der kun 10 ugers grundforløb inden for områder som salg og service, virksomhedsøkonomi og regnskab.
Hvert år har Niels Brock over 600 studerende igennem,[kilde mangler] hvoraf flertallet efterfølgende går ud og får en elevplads/praktikplads som kontorassistent, butiksassistent, sælger eller eventkoordinator.[kilde mangler]
EUS på Niels Brock kan tages i København eller som et 8 eller 13-ugers forløb i San Diego. EUS udbydes desuden som fjernundervisning.
Uddannelsen er SU berettiget og typisk efterfulgt af 2 år med elevløn i en virksomhed.

## Kendte elever
- Palle Skov Jensen - erhvervsmand
- Ditlev Engel - erhvervsmand
- Flemming Hansen - politiker
- Jens Ive - borgmester i Rudersdal
- Emilia Van Hau - Kultursociolog og forfatter
- Claus Bretton-Meyer – direktør for DBU
- Jes Dorph-Petersen - TV-vært
- Mads Christensen – ”Blærerøven”
- Uffe Buchard - modeekspert
- Annette Heick - Tv-vært, journalist, sangerinde
- Jens Risom - møbeldesigner
- Ole Damm - modeskaber
- Ferdinand Michael Krøyer Kielberg - industrimagnat og filantrop
- Magnus Millang - komiker
- Johan Bülow - erhvervsmand
- Morten Jørgensen - OL-guldvinder
- Thomas Delaney - fodboldspiller
- Jakob Busk - fodboldspiller
- William Kvist – fodboldspiller
- Martin Bergvold – fodboldspiller
- Jakob Haugaard – fodboldspiller
- Rosa Lux – Producer, DJ, sangerinde, sangskriver
- Christopher - sanger og sangskriver
- Wafande - musiker
- Oliver Kesi - musiker
- Joachim Englando - musiker

## Ekstern kilde/henvisning
- Niels Brocks hjemmeside

|  | Denne artikel om en bygning eller et bygningsværk kan blive bedre, hvis der indsættes et (bedre) billede. Du kan hjælpe ved at afsøge Wikimedia Commons for et passende billede eller lægge et op på Wikimedia Commons med en af de tilladte licenser og indsætte det i artiklen. |

|  | Denne artikel kan blive bedre, hvis der indsættes geografiske koordinater Denne artikel omhandler et emne, som har en geografisk lokation. Du kan hjælpe ved at indsætte koordinater i wikidata. |